# Charles Wilfred Griggs
Charles Wilfred Griggs (1942) è un egittologo, archeologo e pedagogo statunitense, nonché professore di scrittura antica presso la Brigham Young University (BYU).

## Biografia
Griggs studiò presso la BYU e la Stanford University, conseguendo poi il dottorato presso l'Università della California - Berkeley.
Oltre ad essere uno studioso dei primi cristiani e della storia della Chiesa di Gesù Cristo dei santi degli ultimi giorni, è anche un archeologo. Nel 1975-1976 fece parte di una squadra che operò uno scavo presso il sito di Nag Hammadi in Egitto per conto della Università della California, Berkeley. Nel gennaio-marzo 1981 fu a capo del team della BYU e della UCB a Seila, Fayum, in Egitto, e coordina gli scavi della BYU a Fayum fin dal 1982. Nel 1994 fu invitato dal governo della Repubblica Autonoma della Crimea a partecipare agli scavi degli antichi siti archeologici greci in Crimea.
Griggs è socio fondatore della Association of Ancient Historians e della International Association for Coptic Studies.
Tra i libri che ha scritto c'è Early Egyptian Christianity: From Its Origins to 451 C.E. (Brill, 2000). Ha partecipato anche a Operation Sethos: High Tech in the Tomb of the Pharaoh, una miniserie televisiva.
Alla BYU Griggs fu direttore degli studi antichi per il Religious Studies Center. Ha scritto anche numerosi opere sulla Chiesa dei primi cristiani, pubblicati soprattutto in riviste legate alla Chiesa di Gesù Cristo dei santi degli ultimi giorni. Tra le altre cose sostenne che san Paolo fosse sposato. Questa opinione fu contestata da Deirdre Good, il quale pensava che fosse nata assegnando a Paolo parole mai dette. In ogni caso, Good non considera il fatto che Griggs non aggiunge nulla alle parole di Paolo, ma accetta le alterazioni apportate da Joseph Smith nella sua traduzione della Bibbia.
Nel 1982 l'articolo di Griggs intitolato "The Book of Mormon as an Ancient Book" fu pubblicato in BYU Studies. HA pubblicato anche in Coptic Studies ed in Archaeological Textiles Newsletter. Alcune delle sue opere riguardano l'analisi del DNA nello studio delle mummie, e sono state scritte in cooperazione con Scott Woodward.
Griggs è un seguace della Chiesa di Gesù Cristo dei santi degli ultimi giorni. Tra le altre cose ha fatto parte dell'alto consiglio e ne è stato vescovo.